# Conformidade
Conformidade é o ato de combinar atitudes, crenças e comportamentos para agrupar normas. Sendo a condição de alguém ou grupo de pessoas, de alguma coisa ou um ser, ou de um conjunto deles, estar conforme (do lat., com- "junto" + formare "formar", "dar forma" = com a mesma forma) o pretendido ou previamente estabelecido por si, por outrem ou entre diferentes pessoas ou grupos de pessoas.
A conformidade pode ser, por exemplo, o atendimento às especificações prometidas a terceiros. Os consumidores esperam que os produtos comprados tenham sua qualidade em conformidade com as especificações declaradas.
Quando se trata de instituições governamentais que atuam na regulação prescritiva, estabelecendo requisitos ou exigências regulatórias para seus entes regulados, a conformidade se dará pelo atendimento destes entes àqueles requisitos ou exigências. O não atendimento das especificações ou requisitos exigíveis, pretendidos, prometidos ou previamente estabelecidos, configura o que usualmente se chama de "não conformidade".
No relacionamento entre pessoas ou grupos, as crenças ou comportamentos de cada um ficam sujeitos à submissão, por imposição, ou à imitação, por solicitação ou pela expectativas do(s) outro(s) a uma forma, através de processos sutis de influência mútua, mesmo subconscientes ou inconscientes, ou por pressão social ou individual, direta e aberta.
Nos Sistemas da Qualidade, a conformidade se traduz pelo atendimento às especificações do produto ou processo, avaliada por meio de medições, testes ou auditorias.
Um psicólogo de Harvard, Herbert Kelman (1958), identificou três tipos principais de influência social:
1. Concordância: é a conformidade pública, enquanto conservamos nossas próprias crenças privadas.
2. Identificação: é a conformidade a alguém de quem gostamos e respeitamos, tal como uma celebridade ou um tio favorito.
3. Internalização: é a aceitação da crença ou comportamento, tanto pública quanto privadamente.

Embora a distinção de Kelman tenha sido muito influente, as pesquisas em psicologia social têm se concentrado principalmente em duas variedades principais de conformidade:
- conformidade informacional ou influência social informacional
- a conformidade normativa, também conhecida por influência normativa social.

Numerosos fatores, tais como tamanho do grupo, unanimidade, coesão, status, compromisso anterior e opinião pública ajudam a determinar o nível de conformidade do indivíduo em relação ao seu grupo. (Aronson, Wilson, e Akert, 2005) A conformidade contribui para a formação e a manutenção de normas sociais.[carece de fontes?]

## Conformismo
Quando a conformidade se dá por submissão, consciente ou inconsciente, é usual dizer-se que ocorreu uma situação de conformismo. Quando um indivíduo ou um grupo reclama ou reage à submissão, não se conformando a crenças ou comportamentos, ocorre o que usualmente se chama de inconformismo.
Segundo René Mucchielli, o conformismo é a atitude social que consiste em se submeter às opiniões, regras, normas, modelos que representam a mentalidade coletiva ou o sistema de valores do grupo ao qual se adere a torná-los seus. Esse processo, amplamente estudado em psicologia social, corresponde a mudanças de opinião, de comportamento ou mesmo de percepção de um indivíduo ou grupo minoritário, em situações influência ou pressão social exercida por parte de outros indivíduos ou por um grupo dominante.
Segundo Solomon Asch, indivíduos ou grupos se tornam conformistas para evitar o conflito entre duas opiniões diferentes (aquela expressa pela maioria e aquela expressa ou representada mentalmente pelo indivíduo ou grupo minoritário) e a rejeição pela maioria. Para Asch, o conformismo corresponde a um seguidismo, ou seja, o sujeito que se conforma não adere de facto à opinião da maioria. Ou seja, ele conserva a sua própria opinião, mas assume publicamente a opinião da maioria. O conformismo também poderia ser engendrado por uma carência informacional, uma pressão normativa ou pela atratividade do grupo majoritário. Resulta que o indivíduo modifica seus comportamentos, atitudes e opiniões para harmonizá-los com os comportamentos e atitudes do grupo. O conformismo permite também evitar sanções que são aplicadas aos desviantes da norma grupal.
Diferentemente de Asch, Serge Moscovici defende que o conformismo se distingue do seguidismo, que é a vontade de parecer conforme à norma, o que constitui uma modificação aparente e superficial dos comportamentos, sem mudança real da convicção interna.
O conformismo pode levar a vieses cognitivos.